# Grande Prêmio de Minsk
O Grande Prêmio de Minsk, é uma carreira ciclista profissional bielorrussa disputada em Minsk e seus arredores.
Criada em 2015 faz parte do UCI Europe Tour, dentro da categoria 1.2 (última categoria do profissionalismo).

## Palmarés
| Ano  | Vencedor         | Segundo          | Terceiro           |           |
| ---- | ---------------- | ---------------- | ------------------ | --------- |
| 2015 | Siarhei Papok    | Roman Maikin     | Vasyl Malynivskyi  |           |
| 2016 | Siarhei Papok    | Andris Smirnovs  | Yauheni Hutarovich |           |
| 2017 | Yauheni Karaliok | Norman Vahtra    | Emīls Liepiņš      |           |
| 2018 | Nikolai Shumov   | Marek Rutkiewicz | Yauheni Akhramenka |           |
| 2019 | Norman Vahtra    | Martin Laas      | Geórgios Boúglas   |           |
| 2020 | cancelado        | cancelado        | cancelado          | cancelado |
| 2021 | cancelado        | cancelado        | cancelado          | cancelado |

## Palmarés por países
| País         | Vitórias |
| ------------ | -------- |
| Bielorrússia | 4        |
| Estónia      | 1        |